# 富田喜内
富田 喜内（とみた きない、1926年2月23日 - 2022年4月28日）は、日本の医学者・歯学者・医師・歯科医師。医学博士。専門は口腔外科学。元北海道医療大学学長。現在、北海道大学及び北海道医療大学名誉教授。
埼玉県浦和市出身。1947年東京医学歯学専門学校卒業後、東京医学歯学専門学校附属病院口腔外科副手、東京医科歯科大学歯学部解剖学助手、同口腔外科学第２講座助手。1955年東京医科歯科大学歯学部附属病院講師。1957年東京医科歯科大学歯学部口腔外科学第２講座講師。この間、1955年東京大学より医学博士号 を取得。博士論文の題は 「豚における唇溝堤の発生とその発育」。
1967年北海道大学医学部助教授。附属病院歯科科長。さらに、北海道大学歯学部口腔外科学講座教授となり、同付属病院長、歯学部長。1985年北海道大学退官。北海道大学名誉教授。東日本学園大学歯学部教授・副学長。1991年東日本学園大学3代学長に就任。1999年北海道医療大学（校名変更）退職。北海道医療大学名誉教授。
2004年瑞宝重光章受章。没後、叙従四位。

## 研究領域
口腔外科，特に口腔癌の診断と治療，唾液腺の基礎と臨床，口蓋裂の治療法など。

## 著書
- 『口腔病変と患者の診かた』（共著, 医歯薬出版, 1989年）